# افرودیتا صالحی
افرودیتا صالحی (انگلیسی: Afrodita Salihi؛ زادهٔ ۱۱ آوریل ۱۹۸۹) بازیکن فوتبال اهل مقدونیه شمالی است.
وی همچنین در تیم‌های ملی فوتبال North Macedonia women's national football team، و North Macedonia women's national football team، بازی کرده‌است.